# كريستوف جاليه

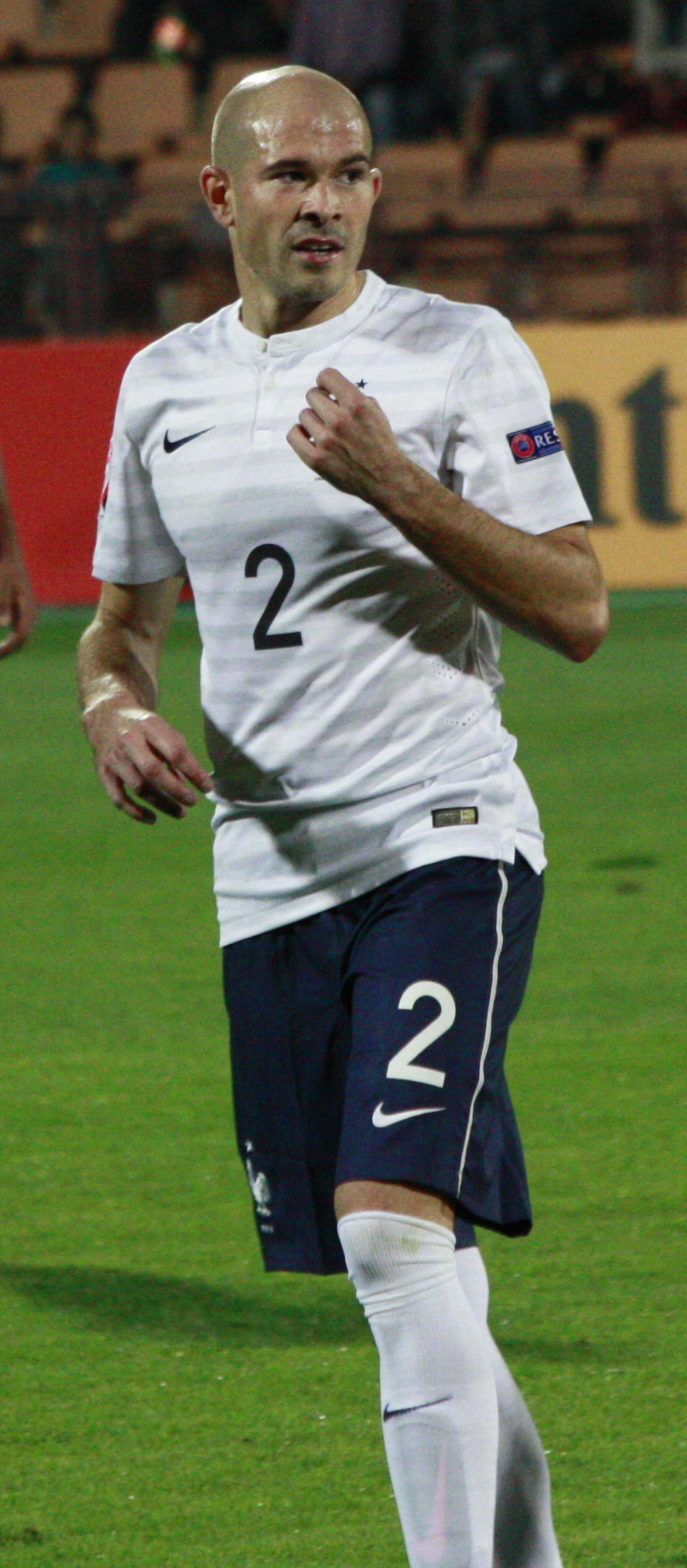

كريستوف جاليه (بالفرنسية: Christophe Jallet)‏ (مواليد 31 أكتوبر 1983 في كونياك - فرنسا) لاعب كرة قدم فرنسي يلعب حاليا لصالح نادي الدرجة الأولى أولمبيك ليون الفرنسي منذ 2014في مركز الوسط المحوري.

## روابط خارجية
- كريستوف جاليه على موقع IMDb (الإنجليزية)
- كريستوف جاليه على موقع الاتحاد الدولي (مؤرشف)  (الإنجليزية)
- كريستوف جاليه على موقع الاتحاد الأوربي (الإنجليزية)
- كريستوف جاليه على موقع رابطة كرة القدم الفرنسية للمحترفين (الإنجليزية)
- كريستوف جاليه على موقع إي إس بي إن إف سي (الإنجليزية)
- كريستوف جاليه على موقع قاعدة بيانات كرة القدم.إي يو (الإنجليزية)
- كريستوف جاليه على موقع ليكيب (الفرنسية)
- كريستوف جاليه على موقع ناشيونال فوتبول تيمز (الإنجليزية)
- كريستوف جاليه على موقع Soccerbase.com (لاعب) (الإنجليزية)
- كريستوف جاليه على موقع Soccerway.com (الإنجليزية)
- كريستوف جاليه على موقع عالم كرة القدم.نت (الإنجليزية)